# 나한일
나한일(羅漢一, 1955년 10월 21일 ~ )은 대한민국의 배우 겸 검도인이며 한국해동검도협회 총재이다.

## 생애
신장은 175cm이고 체중은 67kg이며 골프에 취미가 있고 수영에 특기가 있는 그는 충청남도 서천 장항 신창리 출생이며, 그의 아버지는 한때 장항제련소 사장으로 재직했다 한다. 전주남중학교를 거쳐 상경, 서라벌고등학교를 수학했다. 1975년 연극배우로 첫 데뷔하였고 1981년 영화《어둠의 자식들》에 단역 출연을 통하여 영화배우로 데뷔하였다.
이듬해 1982년 KBS 한국방송공사 특채 탤런트로 방향 전환을 하였으며 3년후 1985년 MBC에도 다시 특채로 선발되어 MBC TV 드라마에도 첫 출연하였다. 이후 1988년 MBC 드라마《팔색조》에서 첫 주연을 맡았으며 KBS 드라마 《훠어이 훠어이》에는 율산그룹 前 회장 신선호 역을 맡았다. 1989년 KBS 드라마 《무풍지대》에서 정치 주먹 유지광 역을 맡아 일약 스타덤에 올랐으며, 같은 해 《무풍지대》에 함께 출연했던 여배우 유혜영과 결혼하여 슬하 1녀를 두었다. 이후 1998년 이혼을 하였다가 4년 만에 재결합하였으며, 2015년 또 다시 이혼하고 2018년 정은숙과 재혼하였다. 정은숙과 또 이혼을 하고 다시 유혜영과 다시 재혼을 했다.

## 학력
- 장항초등학교
- 전주남중학교
- 서라벌고등학교 졸업
- 중앙대학교 연극영화학과 학사

## 사건과 논란

### 사건·사고
2009년 4월 20일, 서울중앙지방검찰청 금융조세조사3부로부터 100억 원대의 불법 대출을 받은 혐의로 구속되었으며, 불법 대출을 위해 前 금융감독원 간부와 저축은행 대표에게 성접대까지 한 의혹을 받았다. 하지만 그는 성 접대 의혹은 사실이 아니라고 주장했다. 원심 재판부는 집행유예를 선고했으나 이듬해 2010년 3월을 기하여 항소심에서는 원심을 깨고 징역 2년 6개월을 선고하여 그는 전격 법정구속되었으며 KBS·EBS·MBC 출연정지 연예인 명단에 올랐다.

나중에는 JTBC·MBN·TV조선 출연정지 연예인 명단에 올라야 했다.

## 출연작

### 연극
- 1975년 《붉은 산》 ... 만주 지방 검술 무사 역(단역)

### 영화
- 1983년: 《일송정 푸른 솔은》 - 신입병사 역
- 1984년: 《무릎과 무릎 사이》
- 1985년: 《어우동》
- 1986년: 《이장호의 외인구단》 - 최관 역
- 1986년: 《서울황제》 - 남자 간호원 역
- 1988년: 《연산일기》 - 신수근 역
- 1988년: 《칠수와 만수》
- 1988년: 《이장호의 외인구단 2》 - 최관 역
- 1989년: 《성공시대》 - 신 실장 역
- 1989년: 《누가 꽃밭에 불을 지르랴》
- 1989년: 《못먹어도 고》 - 한창대 역
- 1990년: 《꼴찌부터 일등까지 우리반을 찾습니다》 - 체육 선생님 역
- 1990년: 《무》 - 용 역
- 1991년: 《검은 휘파람》 - 오작두 역
- 1992년: 《스물일곱송이 장미》
- 1992년: 《황제 오작두》 - 오작두 역
- 1992년: 《고독한 실력자》
- 1993년: 《서울 엠마누엘》
- 1994년: 《두목》 - 강청민 역
- 1994년: 《황제 오작두 2》
- 1995년: 《말미잘》
- 1998년: 《엑스트라》 - 김왕기 역
- 2003년: 《스캔들: 조선남녀상열지사》

### TV 드라마, TV 시트콤
- 1986년 MBC베스트셀러극장 《죽은 황녀를 위한 파반느》
- 1987년 MBC미니시리즈 《내일 또 내일》
- 1988년 MBC베스트셀러극장 《팔색조》
- 1988년 KBS미니시리즈 《그해 겨울은 따뜻했네》
- 1988년 KBS미니시리즈 《훠어이 훠어이》
- 1989년 KBS미니시리즈 《무풍지대》 - 유지광 역
- 1989년 KBS월화드라마 《바람과 구름과 비》
- 1990년 KBS주말연속극 《꽃 피고 새 울면》
- 1991년 KBS월화드라마 《3일의 약속》
- 1991년 KBS대하드라마 《바람꽃은 시들지 않는다》 - 심씨의 남편 유시훈 역
- 1991년 KBS미니시리즈 《추리 3부작 '돛배를 찾아서'》
- 1992년 KBS아침연속극 《비 오는 날 오후》
- 1992년 SBS월요드라마 《금잔화》 - 장문일 역
- 1993년 KBS미니시리즈 《살아남은 자의 슬픔》
- 1993년 KBS드라마게임 《개꿈》 - 지점장 고수빈 역
- 1994년 KBS주말연속극 《남자는 외로워》
- 1994년 SBS아침연속극 《행복하고 싶어요》 - 허필재 역
- 1994년 MBC베스트극장 《아름다운 얼굴》 - 대운 역
- 1995년 KBS미니시리즈 《창공》 - 차인철 소령 역
- 1995년 KBS미니시리즈 《가면 속의 천사》
- 1995년 SBS주간시트콤 《LA아리랑》
- 1996년 KBS미니시리즈 《96전설의 고향》 - 깽이바다
- 1996년 KBS대하드라마 《용의 눈물》 - 민무질 역
- 1996년 KBS주말연속극 《첫사랑》 - 나성일 사장 역
- 1997년 MBC청춘시트콤 《남자 셋 여자 셋》 - 카메오 출연(홍석천의 외숙부 나한일 문화복지산업재단 이사장 역)
- 1998년 KBS미니시리즈 《킬리만자로의 표범》
- 1999년 MBC특별기획드라마 《왕초》 - 상하이 박 역
- 1999년 KBS일요드라마 《어사출두》
- 2000년 KBS금요드라마 《부부클리닉 사랑과 전쟁 - 옛  사랑의 그림자》
- 2000년 MBC월요시트콤 《세 친구》
- 2000년 KBS대하드라마 《태조왕건》 - 변사부 역
- 2001년 MBC일일연속극 《결혼의 법칙》 - 황달기 역
- 2001년 KBS미니시리즈 《순정》
- 2002년 MBC아침드라마 《내 이름은 공주》
- 2002년 SBS드라마스페셜 《명랑소녀 성공기》
- 2002년 KBS대하드라마 《장희빈》 - 김익훈 역
- 2002년 SBS대하드라마 《야인시대》 - 금강(북경 곰)역
- 2004년 MBC특별기획드라마 《영웅시대》 - 천태창 50대 이후 역
- 2004년 SBS광복60년 대하드라마 《토지》
- 2005년 MBC아침연속극 《자매바다》 - 장호식 역
- 2006년 SBS대하사극 《연개소문》 - 온사문 역
- 2009년 SBS대하사극 《자명고》 - 왕굉 역

### 방송
- 1989년 KBS 2TV 《자니 윤 쇼》
- 1989년 KBS 《100세 퀴즈쇼》
- 1990년 MBC 《주부가요열창》
- 1991년 KBS 2TV 《설잔치 한마당》
- 1992년 SBS 《자니 윤 이야기쇼》
- 1992년 MBC 《일요큰잔치》
- 1992년 KBS 2TV 《신혼은 아름다워》
- 1996년 KBS 2TV 《도전 지구탐험대》 - 스페인 투우학교 편
- 1996년 KBS 2TV 《코미디 세상만사》 - 이밤의 끝을 잡고
- 1997년 KBS 2TV 《감동 깜짝쇼》
- 1997년 KBS 2TV 《박상원의 고향 그리고 어머니》
- 1997년 KBS 2TV 《도전 지구탐험대》 - 미국 보디가드 편
- 2001년 KBS 2TV 《TV는 사랑을 싣고》
- 2008년 MBC 《기분좋은날》
- 2022년 TV조선 《우리 이혼했어요》
- 2023년 TV조선 《부부선수촌 - 이번 생은 같은 편》

### CF
- 1988년 CJ제일제당 런천미트
- 1989년 경남모직 로얄
- 1989년] 라이카 Mitta CC-10
- 1989년 칸나앨범
- 1989년~1990년 동아오츠카 로얄디
- 1990년 하이파이브
- 1990년 논노 마르시아노
- 1991년 세정 인디안